# Муснад Абу Аваны
Му́снад Абу́ Ава́ны (араб. مسند أبي عوانة‎) — сборник хадисов, мусульманских преданий о жизни и деятельности пророка Мухаммеда, составленный хафизом Абу Аваной аль-Исфараини.

## Автор
Абу Авана путешествовал по Хорасану, Ираку, Хиджазу, Йемену, Шаму, Аравийскому полуострову, Фарсу, Исфахану и Египту занимаясь собирательством и изучением хадисов. Учениками Абу Аваны аль-Исфараини были Абу Али ан-Найсабури, Ибн Ади и ат-Табарани. Он был первым, кто распространил шафиитский мазхаб в Исфараине (Эсферайен), переняв его от аль-Музани и ар-Раби ибн Сулеймана (ученики имама аш-Шафии).

## Описание книги
«Муснад» Абу Аваны является переработанным на манер других муснадов Сахихом Муслима ибн аль-Хаджжаджа. Помимо хадисов от Муслима, в сборнике также содержится малое количество хадисов от самого Абу Аваны. Этим и объясняется присутствие в данном «Муснаде» не только достоверных (сахих), но и хороших (хасан) и даже слабых (даиф) хадисов.